# Брион (Мен и Лоара)
Брион (фр. Brion) насеље је и општина у западној Француској у региону Лоара, у департману Мен и Лоара која припада префектури Анже.
По подацима из 2011. године у општини је живело 1155 становника, а густина насељености је износила 40,83 становника/km². Општина се простире на површини од 28,29 km². Налази се на средњој надморској висини од 85 метара (максималној 88 m, а минималној 21 m).

## Демографија
| 1962. | 1968. | 1975. | 1982. | 1990. | 1999. | 2011. |
| ----- | ----- | ----- | ----- | ----- | ----- | ----- |
| 1.109 | 1.087 | 980   | 875   | 916   | 1.021 | 1.155 |

График промене броја становника у току последњих година